# Aljustrel (gemeente)
Aljustrel is een plaats en gemeente in het Portugese district Beja.
De gemeente heeft een totale oppervlakte van 458 km² en telde 10.567 inwoners in 2001.

## Geschiedenis
Gedurende de Romeinse tijd was de plaats bekend onder de naam Metallum Vispascense of Vipasca. Vanaf de 8ste eeuw was de stad als al-Lustre in moslimhanden. In 1235 werd de plaats veroverd door de ridders van de Orde van Santiago onder Paio Peres Correia namens koning Sancho II van Portugal.

## Bezienswaardigheden
- Kasteelruïne.

## Plaatsen in de gemeente
- Aljustrel
- Ervidel
- Messejana
- Rio de Moinhos
- São João de Negrilhos (povoações de Montes Velhos, Aldeia Nova e Jungeiros)

Aljustrel · Almodôvar · Alvito · Barrancos · Beja · Castro Verde · Cuba · Ferreira do Alentejo · Mértola · Moura · Odemira · Ourique · Serpa · Vidigueira